# 赫里斯季安·拉科夫斯基

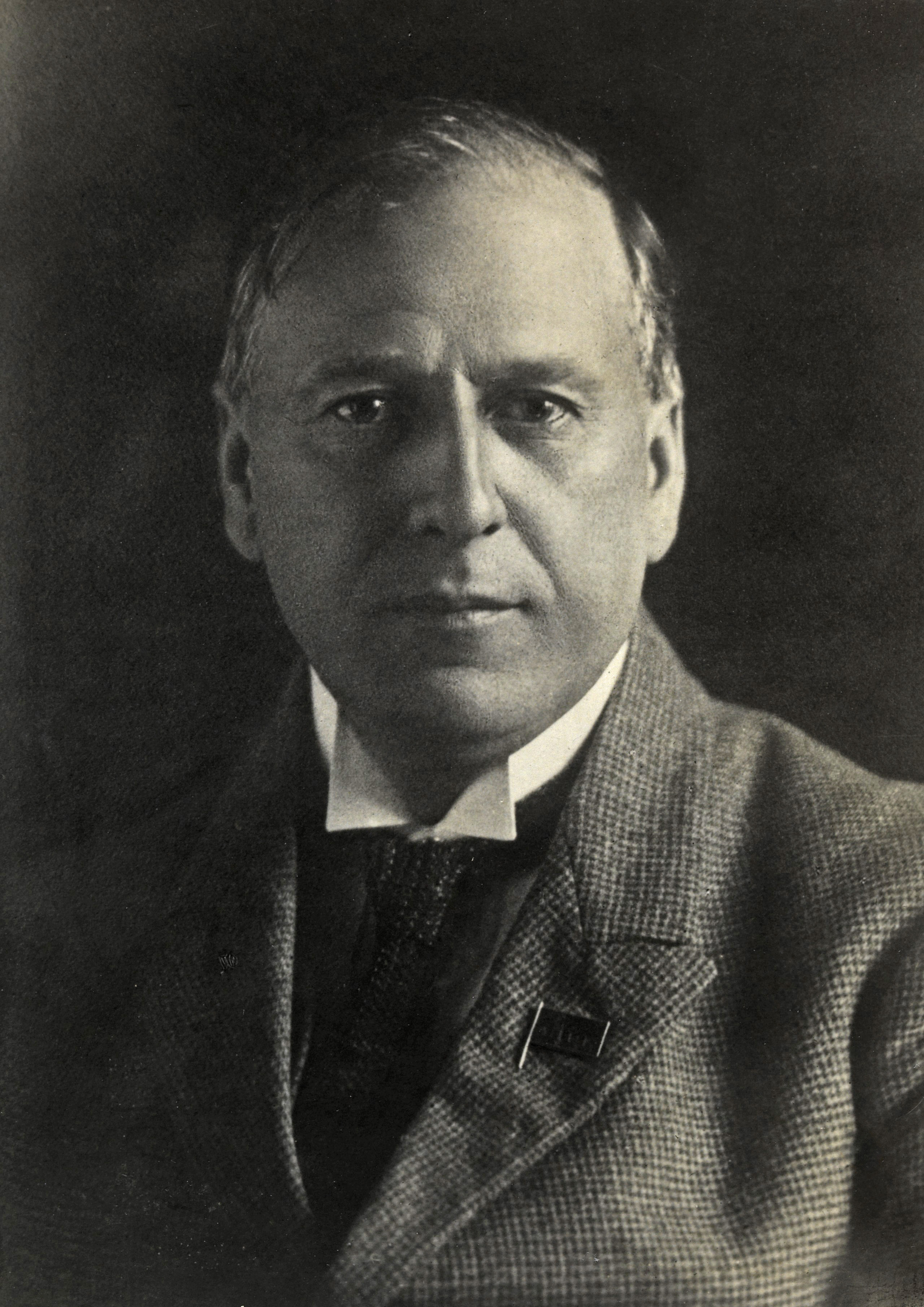
赫里斯季安·拉科夫斯基

赫里斯季安·格奥尔基耶维奇·拉科夫斯基（羅馬化：Khristian Georgiyevich Rakovskiy，羅馬化：Krastyo Georgiev Rakovski；1873年8月13日—1941年9月11日），保加利亚社会主义革命家、布尔什维克政治家、苏联外交官。他也是一位记者、医生和评论家。拉科夫斯基的政治生涯贯穿巴尔干半岛到法国和俄罗斯帝国，他生涯的一部分也是一位罗马尼亚公民。
作为列夫·托洛茨基的长期合作者，拉科夫斯基是一位著名的第二国际活动家，参与保加利亚社会民主联盟、罗马尼亚社会民主党以及俄国社会民主工党的政治活动。他曾多次因为这些政治活动被驱逐出多个国家。一战期间，成为革命巴尔干社会民主劳动联邦的成员之一，协助组织齐美尔瓦尔德会议的召开。他被罗马尼亚当局投入监狱，之后前往俄罗斯，在十月革命后加入布尔什维克党。作为罗马尼亚前线、黑海舰队及敖德萨州苏维埃中央执行委员会的领袖，他试图在罗马尼亚王国搞共产主义革命，但没有成功。其后，他为第三国际的建立者之一，出任乌克兰苏维埃社会主义共和国人民委员会主席，并参加热那亚会议。
拉科夫斯基反对约瑟夫·斯大林，并加入了左翼反对派，因而遭到排挤，被派往英国和法国担任大使，在那里重新谈判经济问题。他在一份有争议的宣扬世界革命的托洛茨基主义纲领上签名，于1927年秋天被从法国召回苏联。在12月的联共（布）十五大上，他支持托洛茨基，批评斯大林主义是“官僚社会主义”和“社会法西斯主义”，最后托洛茨基落败并被开除出党，拉科夫斯基也遭到放逐。1934年，他曾短暂地恢复职位，但后来被内务人民委员部逮捕。拉科夫斯基成为第三次莫斯科审判的21名被告人之一，被判处二十年劳动改造，发配到奥廖尔监狱。纳粹德国入侵苏联时，根据斯大林的命令，拉科夫斯基与超过150名政治犯一起被带出监狱枪决，此事件即为梅德韦杰夫森林大屠杀。
1988年，拉科夫斯基获得苏联政府的平反。